# Parti communiste révolutionnaire d'Argentine
Pour les articles homonymes, voir Parti communiste révolutionnaire.
Le Parti communiste révolutionnaire d’Argentine (en espagnol Partido Comunista Revolucionario de la Argentina, abrégé PCR) est un parti politique argentin.
D’inspiration maoïste, il a été fondé en 1968 à la suite d'une scission du Parti communiste d'Argentine.

## Histoire

### Fondation du PCR
À partir de la mi-1962, le Comité central du Parti communiste argentin (PCA) doit faire face à une opposition interne qui lui reproche son révisionnisme et son opportunisme. Le mouvement communiste international est alors marqué par le conflit sino-soviétique et ces critiques au sein du PCA sont à rapprocher de celles formulées par Mao Zedong à l’égard de l’URSS, accusée de révisionnisme face à la doctrine marxiste-léniniste.
En 1967, les oppositionnels rompent avec le PCA et créent le Comité Nacional de Recuperación Revolucionaria (CNRR, Comité national de récupération révolutionnaire). Les oppositionnels justifient cette rupture avec le PCA par les manquements de la direction au centralisme démocratique, l’adoption de thèses jugées révisionnistes et réformistes, un comportement considéré comme opportuniste et un manque de soutien au régime castriste et aux guérillas en Amérique latine.
Le 6 janvier 1968, le CNRR est transformée en Partido Comunista Revolucionario de la Argentina (PCR). Le choix de la date de fondation de ce nouveau parti est une référence à la date de fondation du PCA (6 janvier 1918) et est une manière pour le PCR de se présenter comme étant dans la continuité du PCA historique.

À sa fondation, le PCR rassemble près de 4 000 membres. La majorité des nouveaux militants du PCR est issue de la Federación Juvenil Comunista (FJC, organisation de jeunesse du PCA) mais on retrouve aussi des anciens cadres du PCA, des étudiants du Movimiento Estudiantil Nacional de Acción Popular (MENAP) et des syndicalistes de l’Agrupación de Obreros Metalúrgicos Felipe Vallese (parmi lesquels figure René Salamanca).

### Le PCR face aux dictatures successives (1968-1983)
Les premières années du PCR sont celles de la dictature de Juan Carlos Onganía.

Le PCR est alors essentiellement implanté dans le milieu étudiant. Il dirige la Federación Universitaria Argentina ainsi que plusieurs fédérations régionales étudiantes. Cette implantation lui permet d’être particulièrement actif en 1969 à Corrientes, où il contrôle la Federación Universitaria del Nordeste (FUNE), lors du mouvement étudiant du Correntinazo.

Le parti tente aussi de peser au sein du mouvement ouvrier. Il parvient à exercer son influence la plus notable dans la province de Córdoba où l’important syndicat des mécaniciens (le SMATA) est dirigé par René Salamanca, un syndicaliste ayant rejoint le PCR. Les militants du PCR vont ainsi jouer un rôle actif dans les grèves insurrectionnelles du Cordobazo.
En 1972, le PCR tient son deuxième congrès et adopte alors officiellement le maoïsme comme doctrine politique. Il se dote aussi à cette occasion d’une organisation de jeunesse : la Juventud Comunista Revolucionaria (JCR, Jeunesse communiste révolutionnaire)

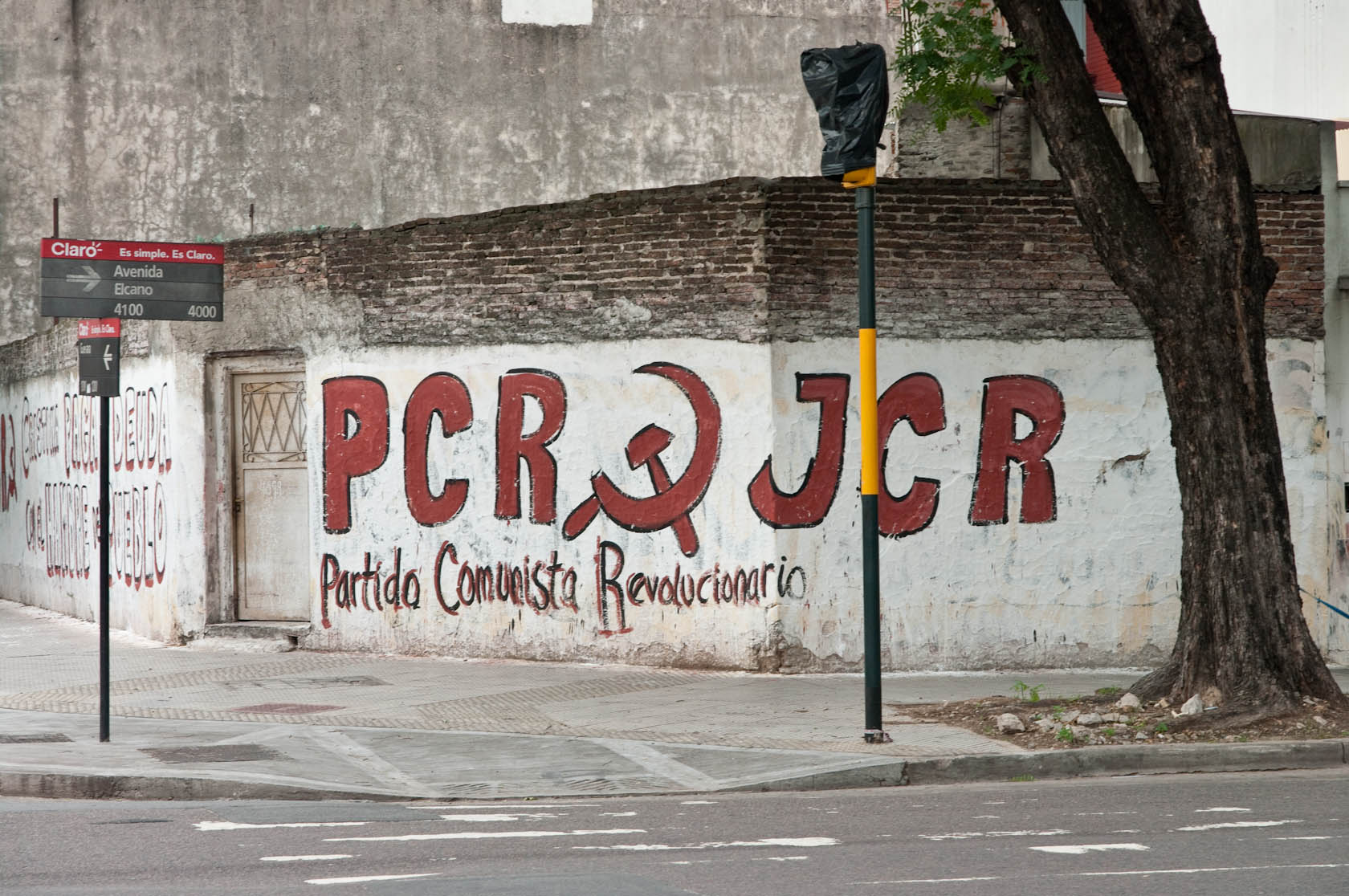

Les élections de mars 1973 mettent fin à la dictature militaire. Au mois de septembre de nouvelles élections sont organisées et le PCR décide alors de soutenir Juan Perón. Après la mort de Juan Perón (1974), le PCR met en garde contre un nouveau coup d’État militaire et appel à défendre le gouvernement d'Isabel Martínez de Perón.

Ce soutien au mouvement péroniste lui vaut des critiques à gauche mais est justifié par le PCR par la mise en application du concept maoïste de la théorie des trois mondes. Pour le PCR, le gouvernement péroniste représentait les intérêts de la bourgeoisie nationale mais demeurait dans le camp"tiers-mondiste" et ses mesures, "bien que réformistes", avaient un caractère "anti-impérialiste" .
Avec le coup d’État de 1976, la dictature est réinstaurée en Argentine et le PCR est interdit. Au cours de ces années de dictature (1976-1983), plusieurs militants du PCR sont arrêtés et disparaissent, à l’instar de René Salamanca, arrêté lors du coup d’État, ou de Manuel Guerra, secrétaire de la JCR arrêté lors des grèves des chemins de fer. Le parti continue néanmoins son activité militante, notamment lors de différentes grèves (grève des ouvriers de SWIFT, grève travailleurs des chemins de fer…) ou lors des campagnes de dénonciation des disparitions auprès des journalistes étrangers à l'occasion de la Coupe du monde 1978.

### Le PCR depuis la fin des dictatures militaires
La défaite de l’Argentine lors de la guerre des Malouines entraîne la chute de la dictature en 1983. Lors des élections du mois d’octobre, le PCR appelle à voter pour le candidat péroniste Italo Luder. Ces élections aboutissent finalement à la victoire du candidat de l’Union Civique Radicale Raúl Alfonsín. Le PCR se place alors dans l’opposition et lance le slogan « Basta de mentira alfonsinista » (arrêtez de mentir Alfonsín). Il participe durant ces années à d’importants conflits sociaux aux côtés des métallurgistes de l’Área Material Córdoba, des ouvriers agricoles du Tucumán ou encore des ouvriers de Ford.
En 1989, le PCR participe à la coalition électorale du Frente Justicialista Popular (Front populaire justicialiste) qui mène le péroniste Carlos Menem au pouvoir. Si le PCR soutient l’action de Carlos Menem à ses débuts, il prend rapidement ses distances avec celui-ci  et dénonce en 1991 la violation de la base programmatique du Front populaire justicialiste.

Le PCR impulse en 1994 la création du Corriente Clasista y Combativa (CCC, Courant de classe et de combat), une organisation politico-syndicale destinée à agir dans les entreprises.
En 2001, le PCR participe à l’Argentinazo, le mouvement de protestation populaire contre la crise économique qui culminera au mois de décembre avec la démission du président Fernando de la Rúa. Outre les manifestations, ses militants prennent part à des barrages routiers, à des occupations de bâtiments publics et à des affrontements violents avec les forces de l’ordre.

Lors des élections du mois d’octobre, le PCR a appelé à voter nul, blanc ou à s’abstenir.

## Le PCR aujourd’hui
Le PCR exerce un rôle prédominant sur le Corriente Clasista y Combativa qu’il a lui-même contribué à fonder. Cette organisation polico-syndicale est implantée dans les entreprises mais aussi chez les chômeurs et les retraités.

Dans les campagnes, le PCR fait partie de la Unión Campesina (Union paysanne) qui rassemble les paysans pauvres et les peuples indigènes. Il est aussi partie prenant du Movimiento de Mujeres en Lucha (Mouvement des femmes en lutte)
Son organisation de jeunesse, la Juventud Comunista Revolucionaria (JCR), intègre quant à elle au niveau universitaire le Corriente Estudiantil Popular y Antiimperialista (CEPA, Courant étudiant populaire et anti-impérialiste). Dans les lycées, la JCR participe au Movimiento de Unidad Secundaria (MUS, Mouvement d’unité du secondaire). Elle est aussi membre de la Juventud de la Unión Campesina, l’organisation de jeunesse de l’Unión Campesina.
Le PCR publie son propre hebdomadaire intitulé Hoy servir al pueblo (Aujourd’hui servir le peuple) ainsi que la revue théorique Política y Teoría (Politique et théorie).  Il dispose aussi de sa propre maison d’édition : Editorial Agora.

La JCR diffuse quant à elle le mensuel CHISPA.
Au niveau international, le PCR participe à la Conférence internationale des partis et organisations marxistes-léninistes (correspondance de presse internationale).